# Devil May Cry 3: Dantes Erwachen
Devil May Cry 3: Dantes Erwachen (Originaltitel: Devil May Cry 3: Dante's Awakening) ist ein 2005 für PlayStation 2 erschienenes Actionspiel von Capcom. Es ist der dritte Teil der Devil-May-Cry-Reihe und stellt ein Prequel zum ersten Eintrag der Reihe dar. Weltweit verkaufte sich das Spiel über 3 Millionen Mal.

## Handlung
Im Spiel handelt es sich um den Konflikt zwischen den beiden Brüdern Dante und Vergil. Dantes Ziel ist es, den magischen Turm Temen-ni-gru zu besteigen und somit zu verhindern, dass das Tor zur Dämonenwelt geöffnet wird. Dabei versucht Dante die finsteren Pläne seines Zwillingsbruders Vergil zu durchkreuzen. Am Ende des Spiels gründet Dante unter Tränen über den Verlust seines Bruders, der in der Unterwelt geblieben ist, sein Dämonenjägerbüro mit dem Namen „Devil May Cry“. Der Name für sein Büro wurde ihm von Lady gegeben, als sie ihn mit dem Satz: „Vielleicht dürfen Teufel irgendwo auch weinen, wenn sie eine geliebte Person verlieren.“ tröstet. Auf Englisch lautet der Satz: „Maybe somewhere out there even a devil may cry when he loses a loved one.“

## Spielprinzip
Das Gameplay steuert sich ähnlich wie die beiden Vorgängerteile. Es hat schnelle Kämpfe und die Spieler bekämpft Dämonen mit vielen verschiedenen Arten von Nahkampfwaffen und Schusswaffen. Die Leistung des Spielers in jeder Mission erhält eine Bewertung, beginnend mit D, ansteigend zu C, B und A, mit einer zusätzlichen Bestnote von S. Die Noten basieren auf der Zeit, die zum Abschließen des Levels benötigt wird, sowie die Menge an „roten Kugeln“ die im Level gesammelt werden können. Anschließend kann man mit den Kugeln seine Waffen verbessern. Auch kann man im Spiel verschiedene Combos ausführen. Je mehr Treffer der Spieler macht, desto höher steigt die Anzeige.
Außerdem wurden auch neue Gameplay-Features hinzugefügt. Die größte Änderung ist die Einbeziehung verschiedener Kampfstile, die auch in Devil May Cry 2 enthalten waren. Diese Kampfstile geben dem Spieler zusätzliche Bewegungen und Techniken, die der Spieler zum Kämpfen verwenden kann. Der Schwierigkeitsgrad des Spiels ist auch höher als der der ersten beiden Teile.

## Special Edition
Es existiert eine Sonderauflage des Spiels, die Special Edition, in der es den neuen „Vergil-Modus“ gibt, bei dem man statt Dante Vergil steuert, der über eigene Kampftechniken verfügt. Dies ändert jedoch weiter nichts an der Handlung und die für die Hauptgeschichte wichtigen Zwischensequenzen werden im Vergil-Modus weggelassen. Zudem besitzen die beiden Charaktere verschiedene Stärken und Schwächen. So ist Vergil beispielsweise stärker, hat jedoch nur drei Teufelswaffen zur Verfügung; Dante dagegen sechs. Des Weiteren wurde der Schwierigkeitsgrad, im Vergleich zur Ursprungsversion, an den der japanischen Version angepasst und damit gesenkt.
Aus unerklärlichen Gründen wurde der Turbo-Modus in der europäischen Version entfernt. Dieser lässt sich durch diverse Schummelmodule wieder freischalten. Die Spielfigur ist in diesem Modus ca. 20 % schneller. Zudem ist es dem Spieler möglich per Cheat zwei weitere Charaktere (je nachdem ob man Dante oder Vergil spielt) freizuschalten, und zwar mit Dante, den Dämon Sparda oder mit Vergil, Nelo Angelo, welchen Dante auf Mallet Island im ersten Teil antrifft.

## Rezeption
Laut Metacritic erhielt das Spiel eine durchschnittliche Bewertung von 84/100. Die Special Edition hat eine Punktzahl von 87/100. 2010 listete IGN das Spiel auf Platz 18 zu ihren Top 100 der PlayStation 2 Spiele. Die Kritiker lobten das Spiel, da es die Fehler seines Vorgängers beseitigt. Zudem wurde auch die Kamera, Musik und das Gameplay gelobt.
Kritisiert wurde auch der Schwierigkeitsgrad der US-Version, denn der „harte“ Modus der japanischen Version entspricht dem „normalen“ Modus der US-Version. Der Schwierigkeitsgrad der europäischen Fassung ist der gleiche wie in der japanischen Version.